# Rob van Dijk (musicus en componist)

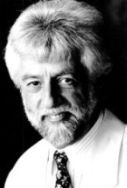
Rob van Dijk

Rob van Dijk (Amsterdam, 1 december 1943) is een Nederlandse pianist, organist, componist, dirigent en arrangeur.
Van Dijk studeerde vanaf zijn achtste jaar piano, gevolgd door zes jaar kerkorgel, muziekgeschiedenis en harmonieleer voor het organistendiploma. Hij behaalde bij Stichting Nederlandse Korenorganisatie het diploma "koordirigent", specialisatie "Lichte Muziek".
Hij werkte als dirigent, pianist, organist, arrangeur of orkestleider mee aan zo'n tweehonderd lp's en cd's. Hij werkte mee aan talrijke televisieshows en/of programma's zoals de shows van Gerard Cox en Rudi Carell en de televisieprogramma's Eén van de acht, U zij de glorie en Nederland Zingt. Hij begeleidt veelvuldig door heel Nederland en daarbuiten de koren "Trumpets of the Lord", "Needed" en "United" met eigen arrangementen. Van Dijk is een van de drie vaste organisten bij de “Alle-Dag-Kerk” in de Engelse Hervormde Kerk op het Begijnhof in Amsterdam.
Rob van Dijk is de broer van Louis van Dijk.

## Onderscheidingen
- Erespeld der Gemeente Haarlemmermeer 1974
- Winnaar van de Cultuurprijs Haarlemmermeer 2008
- Onderscheiden met de Erepenning der Gemeente Haarlemmermeer 2015